# Viação Cruzeiro do Sul
A Viação Cruzeiro do Sul, ou apenas Cruzeiro do Sul, é uma empresa brasileira de transporte rodoviário e urbano de passageiros, cargas e fretamento, fundada em junho de 1977 pelo empresário Oswaldo Possari no município de Campo Grande, Mato Grosso do Sul, onde mantém sua sede atual. Está presente em mais de 10 cidades do referido estado e em cada viagem que transporta passageiros ou cargas, preza pela excelência na prestação de serviço.

## Trajetória e valores
Desde que surgiu, em 28 de junho de 1977, a Viação Cruzeiro do Sul concentra sua atuação no estado do Mato Grosso do Sul. Desde então a empresa atende itinerários apenas dentro de seu estado natal, o Mato Grosso do Sul, em especial a Grande Dourados e regiões de fronteira.

## Frota e veículos
Segundo o site ViaCircular em conjunto com o portal Galeria Bus MS, a frota atual da Viação São Luiz é composta por 56 ônibus das fabricantes de carrocerias Busscar (Vista Buss HI), Marcopolo (Ideale 770, Viaggio G6 e o micro Senior G6) e Volare (V6).
Os chassis que equipam os frota da empresa são Mercedes-Benz, Volkswagen e Agrale.

## Cobertura

### Destinos
A empresa hoje atende vários destinos no estado de Mato Grosso do Sul, especialmente as regiões da Grande Dourados, fronteira e Sudoeste do mesmo.